# Erich Fischer (Fußballspieler)
Erich „Bommatz“ Fischer (* 31. Dezember 1909; † 17. November 1990) war ein deutscher Fußballspieler aus Pforzheim. Er spielte als Rechtsaußen im Sturm.

## Verein
Fischer wechselte 1927 als 17-Jähriger vom VfR Pforzheim, wo er auf dem Holzhof seine Laufbahn als Fußballer eröffnet hatte, zum größeren und bekannteren 1. FC Pforzheim in das Brötzinger Tal. Beim „Club“ verbrachte er dann, mit Unterbrechung durch den Krieg, bis zu seinem Karriereende 1947, seine gesamte Spielerkarriere.
In der Saison 1930/31 wurde der Techniker und schussgewaltige Torschütze am rechten Flügel mit dem 1. FC Pforzheim Vizemeister in der Bezirksklasse Württemberg/Baden. Pforzheim spielte deshalb in der Süddeutschen Endrunde der Zweiten/Dritten gegen den TSV 1860 München und den 1. FC Nürnberg. Die „Löwen“ wurden auf diesem Weg der dritte süddeutsche Vertreter und spielten sich bis in das Finale der Deutschen Meisterschaft 1931. Im Jahr darauf – 1931/32 – errangen Erich Fischer und seine Kameraden vom 1. FC Pforzheim die Meisterschaft im Bezirk Württemberg/Baden vor dem VfB Stuttgart. Dadurch gingen sie als 1932er-„Wundermannschaft“ oder „Blaue Teufel“ in die Annalen des Pforzheimer „Clubs“ ein. In den Spielen der Endrunde um die Süddeutsche Meisterschaft setzte sich der FC Bayern München durch und wurde in diesem Jahr auch Deutscher Meister. „Bommatz“ gelangen beim sensationellen 6:2-Erfolg in der Süddeutschen Endrunde gegen die Münchner fünf Treffer. Ab 1933/34 spielte der Mann am rechten Flügel mit Pforzheim in der Gauliga Baden. In den Jahren 1936, 1938 und 1939 wurde jeweils die Vizemeisterschaft im Brötzinger Tal gefeiert. Fischer trug in mehr als 1200 Spielen den blau-weißen Dress des „Clubs“.

## Auswahlspiele für Süddeutschland und den Gau Baden
Mit Süddeutschland gewann Erich Fischer am 23. April 1933 in Mannheim das Finale der Verbands-Auswahlspiele um den Kampfspielpokal (ursprünglich Kronprinzenpokal) mit 6:1 Toren gegen Südostdeutschland. Zusammen mit Edmund Conen bildete er den rechten Flügel des Südens. Oskar Rohr als Mittelstürmer und Josef Fath auf dem linken Flügel waren weitere Garanten dieses Erfolges. In den Jahren 1937 und 1938 kam die Gauauswahl Baden im Reichsbundpokal jeweils bis in das Halbfinale.
1937 erzielte „Bommatz“ bei der 3:4-Niederlage in Leipzig gegen den Gau Sachsen zwei Tore. Er spielte auf der halbrechten Verbinderposition gegen den linken Seitenläufer Walter Rose und hatte es mit Nationaltorhüter Willibald Kreß im gegnerischen Gehäuse zu tun.

## Nationalmannschaft
1932/33 spielte er zwei Länderspiele. Bei seinem Debüt am 1. Juli 1932 in Helsingfors gegen Finnland gewann Deutschland 4:1, sein zweites und letztes Spiel am 19. März 1933 in Berlin endete gegen Frankreich 3:3. Im Finnland-Spiel bildete er zusammen mit dem Dresdner Richard Hofmann (dreifacher Torschütze) den rechten Flügel. In Berlin zeigte er an der Seite von Mittelstürmer Oskar Rohr einige Male, über welche Schusskraft er verfügt und wie virtuos sein Spiel sein konnte. Danach wurde er nicht mehr von Reichstrainer Otto Nerz in die Nationalmannschaft berufen. Sein Konkurrent auf Rechtsaußen in der Nationalmannschaft war Ernst Lehner.

## Aussage
Hans Blickensdörfer, legendärer Sportjournalist aus Stuttgart und vormals in Pforzheim aufgewachsen, wird in dem Buch von Gernot Otto über den 1. FC Pforzheim auf Erich Fischer bezogen mit folgenden Worten angeführt:
„Im Fußball hat mein Lehrer ‚Bommatz‘ Fischer geheißen, obwohl er das gar nicht wissen konnte. Ich bin der festen Ansicht, dass er am rechten Flügel der begabteste Dribbler des deutschen Fußballs war, und viele Jahre später hat es mir kein anderer als Sepp Herberger bestätigt: ‚Bloß een Kopp zu klee isch er gwese‘ sagte der Mann, der das Spiel in Kopf und Blut hatte.“